# Carine Golom Mbeh
Carine Golom Mbeh (ur. ?) – kongijska lekkoatletka, tyczkarka.

## Rekordy życiowe
- skok o tyczce – 2,40 (2004) rekord Republiki Konga[1]